# Złote Pole
Złote Pole ist ein kleiner Ort in der polnischen Woiwodschaft Ermland-Masuren und liegt innerhalb der Gmina wiejska Srokowo (Landgemeinde Drengfurth) im Powiat Kętrzyński (Kreis Rastenburg).
Złote Pole liegt in der nördlichen Mitte der Woiwodschaft Ermland-Masuren, nordöstlich der Kreisstadt Kętrzyn (deutsch Rastenburg). Zur Geschichte des Ortes liegen keine Belege vor, auch nicht zu der Frage, ob er vor 1945 eine deutsche Bezeichnung hatte. Złote Pole könnte aus einer der weitgestreuten Siedlungen der Gemeinde Marienthal (polnisch Kosakowo) im ostpreußischen Kreis Rastenburg entstanden sein. Heute ist der kleine Ort „część wsi Leśny Rów“ (deutsch „ein Teil des Dorfes Leśny Rów“) (Ivenhof) innerhalb der Landgemeinde Srokowo im Powiat Kętrzyński, bis 1998 der Woiwodschaft Olsztyn, seither der Woiwodschaft Ermland-Masuren zugehörig.
Ein kirchlicher Bezug für die Zeit vor 1945 ist nicht herstellbar. Heute ist Złote Pole in die katholische Heilig-Kreuz-Kirche Srokowo im Erzbistum Ermland sowie in die evangelische Kirche Srokowo, einer Filialkirche der Johanneskirche Kętrzyn in der Diözese Masuren der Evangelisch-Augsburgischen Kirche in Polen eingepfarrt.
Złote Pole ist von Leśny Rów (Ivenhof) auf direktem Wege erreichbar. Eine Anbindung an den Bahnverkehr besteht nicht.